# گرادشنیتسا
گرادشنیتسا (به بلغاری: Gradeshnitsa) یک منطقهٔ مسکونی در بلغارستان است که در استان وراتسا واقع شده‌است.
 گرادشنیتسا  ۶۵۵ نفر جمعیت دارد و ۱۸۹ متر بالاتر از سطح دریا واقع شده‌است.